# تاریخ بختیاری
تاریخ بختیاری عنوان کتابی اثر سردار اسعد بختیاری است.
تاریخ بختیاری (یا خلاصة الاعصار فی تاریخ البختیار) اثری برجسته در حوزه قوم نگارانه شمارمی آید. در ۱۳۲۷ عبدالحسین خان سپهر ملقب به لسان السلطنه و ملک المورخین به فرمان علیقلی بختیاری سردار اسعد وزیر جنگ و زیرنظر او تحریر کتاب را آغاز کرد.
بخش اعظم این اثر نوشته اوست اما مجموعاً چهارده تن در تحریر و تدوین و ترجمه برخی از منابع آن نقش داشته‌اند که در فصول کتاب نام‌شان ذکر شده است. سردار اسعد شخصاً در منابع جستجو می‌کرده و پس از بررسی و انتخاب فصول راجع به بختیاری‌ها مطالب را برای تحریر یا ترجمه در اختیار تحریرکنندگان و مترجمان قرار می‌داده است. علاوه بر آن بخش‌هایی را برای سپهر تقریر می‌کرده و او آن‌ها را عیناً می‌نوشته و گاهی در پانویس توضیحاتی دربارهٔ مطالب نقل شده از منابع می‌افزوده است.
در تألیف تاریخ بختیاری افزون بر منابع معتبر از نوشته‌ها و خاطرات خارجیانی که به منطقه بختیاری رفته بوده‌اند با ذکر نام نویسنده و مترجم آن‌ها استفاده شده که همین امر سبب تکرار برخی از مطالب شده است. از جمله این آثار است: سفرنام لیرد که نویسنده‌اش در ۱۲۵۸/۱۸۴۰ به منطقه بختیاری رفته و مدتی در آنجا زیسته بوده است. سفرنامه بارون دو بد به ترجمه سلطان محمد نائینی جهانگرد روسی که هم‌زمان با لیرد در میان بختیاری‌ها بوده است و خاطرات سرتیپ هوتم شیندلر صاحب منصب انگلیسی ترجمه علیرضا بن محمدحسین بن کیخسرو بن فتحعلی شاه.
نگارش تاریخ بختیاری حدود هفت سال طول کشید زیرا سردار اسعد برای معالجه چشم به اروپا سفر کرد و تألیف کتاب متوقف شد. در ۱۳۳۳ سلطان محمد نائینی به فرمان سردار اسعد کتاب را به پایان رساند.
تاریخ بختیاری دربردارنده اطلاعاتی وسیع و بی نظیر دربارهٔ تاریخ جغرافیای تاریخی آداب و رسوم باستان‌شناسی ساختار ایلی مردم و سرزمین بختیاری است. نثر کتاب به‌طور کلی ساده و روان است اما یکدست نیست، زیرا برگرفته از منابع مختلف و با ترجمه‌های گوناگون است.
بخش اصلی کتاب نخستین بار میان سال‌های ۱۳۲۹ و ۱۳۳۱ در ۵۴۱ صفحه با تصاویر و نقشه‌ای از منطقه بختیاری در قطع رحلی به‌طور ناقص چاپ سنگی شد. این چاپ دربردارنده آن بخش از تاریخ بختیاری بود که در ۱۳۲۷ و ۱۳۲۸ تألیف شده بود و سردار اسعد خود آن را دیده و تأیید کرده بود. این نسخه بدون تغییر در ۱۳۵۵/۱۳۱۵ش تجدید چاپ شد. قسمت دوم تاریخ بختیاری که از کوه رنگین تا رود کارون را دربرمی‌گیرد جداگانه به چاپ رسیده است، اما سردار اسعد که پیش از نابینا شدن این نسخه را خوانده بود دستور جمع‌آوری و سوزاندن آن را داد زیرا این قسمت را خلاف واقع و بی‌اعتبار می‌دانست. چاپ دیگری از تاریخ بختیاری در دست است که از ترجمه کتاب شش ماه در ایران تألیف «ادوارد استاک» صاحب منصب انگلیسی در حکومت هندوستان شروع می‌شود و وقایع کشته شدن ناصرالدین شاه و محاکمه «میرزا رضا کرمانی» را دربردارد و با یادداشت سردار اسعد دربارهٔ کتاب تاریخ بختیاری پایان می‌یابد.۷۶۶
تاریخ بختیاری مشتمل بر سه بخش مذکور در ۱۳۳۳ چاپ سنگی شد و در ۱۳۶۱ش با مقدمه «جواد صفی‌نژاد» و با فهرست‌های گوناگون در تهران چاپ افست گردید. در ۱۳۷۶ش نیز به کوشش «جمشید کیان فر» در تهران منتشر شد.
تاریخ بختیاری (یا خلاصة الاعصار فی تاریخ البختیاری) به عنوان یکی ازسه اثر برجسته درحوزه قوم نگارانه در کنار دواثر حکومتگران بختیاری اثرمهراب امیری و نظری به تاریخ بختیاری درعصرافشار اثر مهرزادقنبری سرداراکبری خرادآذربه شمارمی آید.